# 6773 Kellaway
6773 Kellaway (1988 LK) là một tiểu hành tinh vành đai chính được phát hiện ngày 15 tháng 6 năm 1988 bởi E. F. Helin ở Palomar.